# 李晉強
李晉強（Clayton Li，1987年3月17日—）出生於香港，7歲時隨家人移民加拿大，並於當地就讀大學，是香港的男藝人及兼職模特兒，前無線電視基本藝人合約藝員。

## 簡歷
2011年7月16日獲得由TVB主辦的復辦前最後一屆香港先生選舉冠軍及最佳台型獎，加入無綫電視，曾就讀第25期無線電視藝員訓練班，後重讀第28期藝員訓練班畢業。
2018年7月初與無綫電視結束合約，而劇集《翻生武林》為他在無綫電視的告別作。現已回流加拿大，2022年初確診新冠肺炎，不久後已康復。

## 個人生活
2015年6月，李晉強曬出照片宣布與澳籍香港模特兒，Olivia Lee（李若霏）交往，並發文：”The person I want to spend my life with.”。2016年10月8日，李晉強宣布分手。同年12月被拍到與網紅Sonia在電梯外激吻，其後公布與Sonia的戀情。兩人戀情維持了三年後於2019年4月宣布告吹。同你9月，李晉強宣布與相識兩個月的美術老師閃婚。但婚姻僅維持了半年兩人便宣布離婚。

## 曾獲榮譽
- 2011年香港先生 冠軍
- 2011年香港先生 最佳台型獎

## 演出

### 電視劇（無綫電視）
- 2012年：《法网狙击》饰 甘保祥（青年）
- 2013年：《老表，你好嘢！》飾 劉小丹
- 2013年：《熟男有惑》飾 洪大殿
- 2013年：《衝上雲霄II》飾 文振朗（Gentl）
- 2014年：《飛虎II》飾 楊剛
- 2014年：《再戰明天》飾 蕭繼煌
- 2014年：《老表，你好hea！》 飾 大隻男（第5集）
- 2014年：《名門暗戰》飾 阿傑
- 2014年：《八卦神探》飾 馬彬晨（Benson）
- 2015年：《四個女仔三個BAR》飾 律師
- 2015年：《陪著你走》飾 跑者（第20集）
- 2015年：《張保仔》飾 旻昇（八貝勒）
- 2016年：《鐵馬戰車》飾 電單車手
- 2016年：《EU超時任務》飾 凌晨光
- 2016年：《愛·回家之八時入席》飾 Derek（第26集）
- 2016年：《純熟意外》飾 劉天翔（Tim）
- 2016年：《一屋老友記》飾 Richard朋友（第16集）
- 2016年：《超能老豆》飾 籃球隊隊員（第1集）
- 2016年：《巨輪II》飾 酒客/醫生（第19、26集）
- 2016年：《律政強人》飾 男子（第8集）
- 2016年：《幕後玩家》飾 保安（第4集）
- 2016年：《巾帼枭雄之谍血长天》飾 看護（第9集）
- 2017年：《味想天開》飾 官兵（第1集）
- 2017年：《老表，畢業喇！》飾 學生
- 2018年：《翻生武林》飾 戴熊

### 電視節目（無綫電視）
- 2015年：超強選擇1分鐘
- 2016年：萬千星輝睇多D
- 2016年：一綫娛樂（與許家傑、翟威廉及袁偉豪）

### MV
- 2012年：鍾嘉欣《最幸福的事》MV男主角（TVB版）

## 外部連結
- 李晉強的新浪微博
- 李晉強的Instagram帳戶
- TVB官方網址 （页面存档备份，存于）
- 李晉強 TVB blog （页面存档备份，存于）